# Love on the Rocks
Love on the Rocks is een nummer van de Amerikaanse zanger Neil Diamond. Het nummer werd uitgebracht op de soundtrack van de film The Jazz Singer uit 1980. In oktober van dat jaar werd het nummer uitgebracht als de eerste single van dat album.

## Achtergrond
Love on the Rocks is geschreven door Diamond en Gilbert Bécaud. De twee songwriters hadden al eerder samengewerkt op het nummer September Morn. Het nummer werd een grote hit in de Verenigde Staten, waar het de tweede positie in de Billboard Hot 100 behaalde, enkel achter (Just Like) Starting Over van de kort daarvoor vermoorde John Lennon. Ook kwam het nummer op de derde plaats van de Adult Contemporary-lijst terecht. In het Verenigd Koninkrijk behaalde het minder successen met slechts een zeventiende plaats in de hitlijst. In Nederland kwam het nummer tot respectievelijk de plaatsen 13 en 26 in de Top 40 en de Nationale Hitparade, terwijl in Vlaanderen de twaalfde plaats in de BRT Top 30 werd behaald.
Love on the Rocks is gecoverd door Millie Jackson op haar album Just a Lil' Bit Country uit 1981 en door Gladys Knight op het album Great Solo Performances by Guest Artists from the Tom Jones Show, Vol. 1. Bécaud nam een Franse versie van het nummer later zelf op onder de titel L'amour est mort op zijn album Mon copain uit 1991. In 1999 werd het tevens gecoverd door de Vlaamse artiest Chris Van Tongelen op zijn album Music from the Heart en in 2008 zette de Nederlandse zanger Gordon een cover op zijn album A Song for You. In 2003 zette The Darkness het nummer Love on the Rocks with No Ice op hun debuutalbum Permission to Land als eerbetoon aan Love on the Rocks.

## Hitnoteringen

### Nederlandse Top 40
| Hitnotering: 06-12-1980 t/m 24-01-1981 | Hitnotering: 06-12-1980 t/m 24-01-1981 | Hitnotering: 06-12-1980 t/m 24-01-1981 | Hitnotering: 06-12-1980 t/m 24-01-1981 | Hitnotering: 06-12-1980 t/m 24-01-1981 | Hitnotering: 06-12-1980 t/m 24-01-1981 | Hitnotering: 06-12-1980 t/m 24-01-1981 | Hitnotering: 06-12-1980 t/m 24-01-1981 | Hitnotering: 06-12-1980 t/m 24-01-1981 |
| Week                                   | 1                                      | 2                                      | 3                                      | 4                                      | 5                                      | 6                                      | 7                                      |                                        |
| -------------------------------------- | -------------------------------------- | -------------------------------------- | -------------------------------------- | -------------------------------------- | -------------------------------------- | -------------------------------------- | -------------------------------------- | -------------------------------------- |
| Positie                                | 32                                     | 22                                     | 18                                     | 13                                     | 13                                     | 17                                     | 36                                     | uit                                    |

### Nationale Hitparade
| Hitnotering: 06-12-1980 t/m 07-02-1981 | Hitnotering: 06-12-1980 t/m 07-02-1981 | Hitnotering: 06-12-1980 t/m 07-02-1981 | Hitnotering: 06-12-1980 t/m 07-02-1981 | Hitnotering: 06-12-1980 t/m 07-02-1981 | Hitnotering: 06-12-1980 t/m 07-02-1981 | Hitnotering: 06-12-1980 t/m 07-02-1981 | Hitnotering: 06-12-1980 t/m 07-02-1981 | Hitnotering: 06-12-1980 t/m 07-02-1981 | Hitnotering: 06-12-1980 t/m 07-02-1981 | Hitnotering: 06-12-1980 t/m 07-02-1981 |
| Week                                   | 1                                      | 2                                      | 3                                      | 4                                      | 5                                      | 6                                      | 7                                      | 8                                      | 9                                      |                                        |
| -------------------------------------- | -------------------------------------- | -------------------------------------- | -------------------------------------- | -------------------------------------- | -------------------------------------- | -------------------------------------- | -------------------------------------- | -------------------------------------- | -------------------------------------- | -------------------------------------- |
| Positie                                | 42                                     | 44                                     | 29                                     | 26                                     | 32                                     | 31                                     | 31                                     | 45                                     | 49                                     | uit                                    |

### NPO Radio 2 Top 2000
| Nummer met noteringen in de NPO Radio 2 Top 2000 | '99 | '00 | '01 | '02  | '03 | '04  | '05  | '06 | '07  | '08  | '09  | '10  | '11  | '12  | '13  | '14  | '15  | '16  | '17  | '18  | '19  | '20  | '21  | '22  | '23  | '24  |
| ------------------------------------------------ | --- | --- | --- | ---- | --- | ---- | ---- | --- | ---- | ---- | ---- | ---- | ---- | ---- | ---- | ---- | ---- | ---- | ---- | ---- | ---- | ---- | ---- | ---- | ---- | ---- |
| Love on the Rocks                                | 538 | -   | 517 | 1064 | 964 | 1116 | 1221 | 969 | 1503 | 1130 | 1321 | 1234 | 1221 | 1237 | 1324 | 1252 | 1542 | 1527 | 1573 | 1361 | 1341 | 1330 | 1583 | 1660 | 1652 | 1767 |

1. ↑  Een '-' betekent dat het nummer niet was genoteerd en een vetgedrukt getal geeft de hoogste notering aan.